# Amphinemura unihamata
Amphinemura unihamata är en bäcksländeart som först beskrevs av Wu, C.F. 1973.  Amphinemura unihamata ingår i släktet Amphinemura och familjen kryssbäcksländor. Inga underarter finns listade i Catalogue of Life.